# Brigitte Bardot (sång)
Brigitte Bardot, även känd som Brigitte Bardot-Bardot, är en brasiliansk samba-sång från 1962. Den skrevs av Miguel Gustavo. Sången har framförts och spelats in av ett stort antal artister, bland andra Joel Grey, Mina, Marion Rung och Jorge Veiga.

## Historia
Sången inspirerades av den franska skådespelerskan Brigitte Bardot. År 1978 sjöngs den av den belgiska trion Two Man Sound i medleyt Disco Samba.